# Carlton Palmer
Pour les articles homonymes, voir Palmer.
Carlton Lloyd Palmer est un footballeur anglais né le 5 décembre 1965 à Rowley Regis.

## Carrière
- 1984-1989 : West Bromwich Albion  Angleterre
- 1988-1994 : Sheffield Wednesday  Angleterre
- 1994-1997 : Leeds United  Angleterre
- 1997-1999 : Southampton  Angleterre
- 1998-1999 : Nottingham Forest  Angleterre
- 1999-2001 : Coventry City  Angleterre
- 2000-2001 : Watford  Angleterre
- 2000-2001 : Sheffield Wednesday  Angleterre
- 2001-2003 : Stockport County  Angleterre
- 2004 : Dublin City  Irlande
- 2005 : Mansfield Town  Angleterre

## Palmarès
- 18 sélections et 1 but avec l'équipe d'Angleterre entre 1992 et 1993.